# Laousses

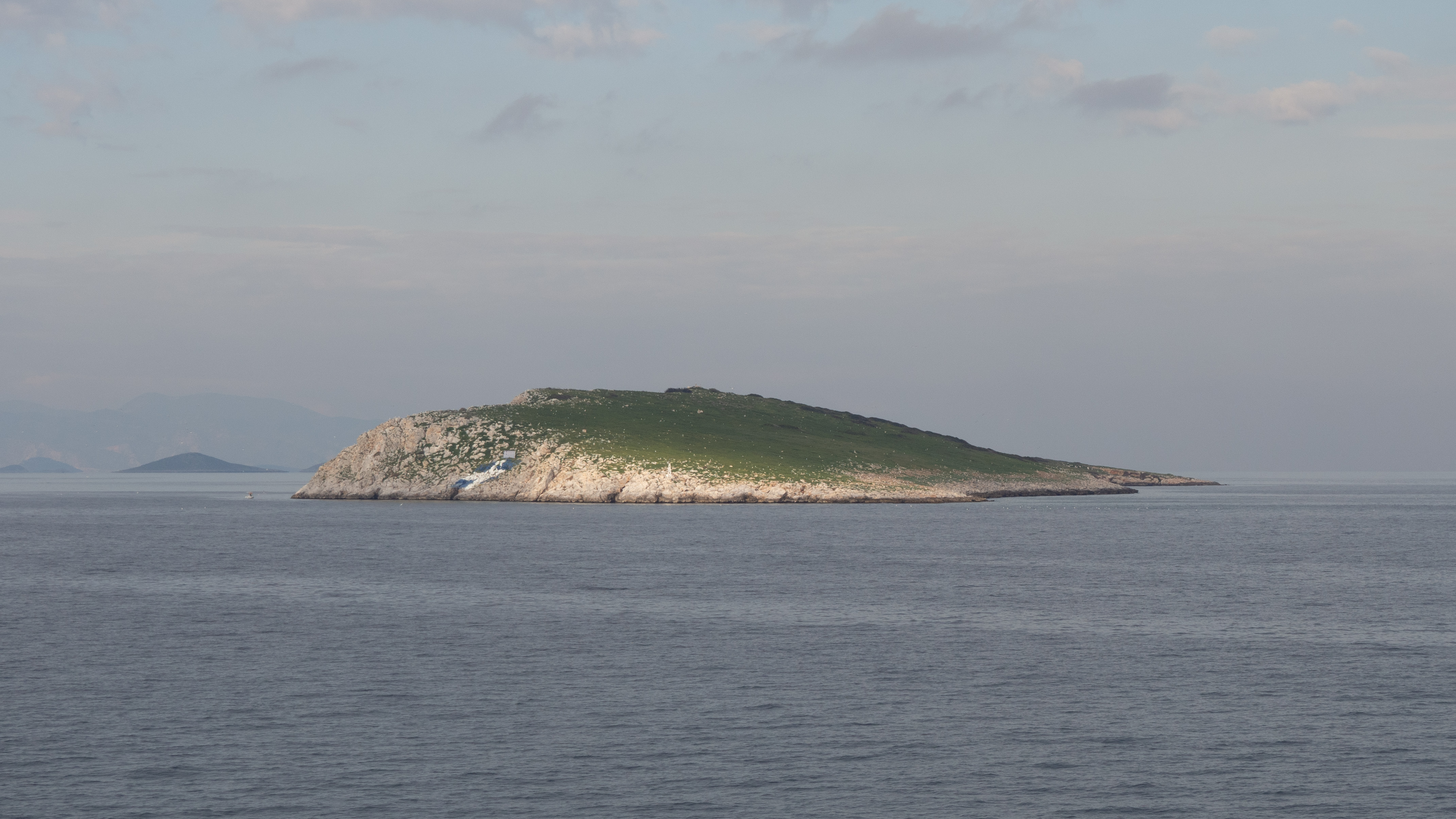
Laousses (2022)

Die Inselgruppe Laousses (auch Lagouses, griechisch Λαγούσες) besteht aus fünf unbewohnten Inselchen, die zum Stadtbezirk Ägina der gleichnamigen Insel und Gemeinde im Saronischen Golf gehören.
- Kordeliaris
- Makronisos (‚Großinsel‘)
- Lagousaki (Panagitsa)
- Gaidaros (‚Esel‘)
- Lagousa (Eleousa)

Sie schließen sich östlich an die Inselgruppe der Diapories an und liegen etwa auf halber Strecke zwischen Salamis im Norden und Ägina im Süden im Saronischen Golf. Die meisten Fährverbindungen von Piräus aus kreuzen an den Inseln vorbei.
Eleousa ist mit 0,176 km² die größte Insel der Gruppe. Die Inseln weisen nur eine spärliche Vegetation auf.